# 李璡
李璡（?—750年）是唐朝玄宗時宗室，初名李嗣恭，又名淳。唐睿宗之孙、让皇帝李憲長子。
生年无记载。獲封為汝阳郡王，官至太僕卿。天宝初年，终父丧，加特进。天宝九年逝世，追赠太子太师。
擅長射箭及羯鼓，深得叔父唐玄宗喜愛，據聞他曾獲唐玄宗親自傳授羯鼓。由于他姿容妍美，且雅好音乐，是皇族中第一美男，玄宗曾赞叹之“姿质明莹，肌发光细，非人间人，必神仙谪坠也”，称其为“花奴”。
汝陽王好饮酒，自称酿王兼麴部尚书，亦是杜甫在其詩作《飲中八仙歌》裡提到的好酒名士之一，在詩中排序第二，其中第三至五句形容汝陽王的內容如下：
汝阳三斗始朝天，
道逢麴车口流涎，
恨不移封向酒泉。
由此可見汝陽王對杯中物之喜愛甚深。